# Conselho Internacional de Enfermeiros

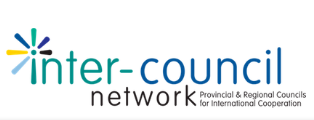
Logo da organização

O Conselho Internacional de Enfermeiros (International Council of Nurses - ICN) é uma federação constituída por mais de 133 associações nacionais de enfermeiros, que representa milhões de enfermeiros em todo o mundo. Foi fundado em 1899 e foi a primeira organização internacional de profissionais de saúde. Ela está sediada em Genebra, Suíça.
Os objetivos da organização são reunir organizações de enfermeiros em um corpo em todo o mundo, de melhorar o status socio-económico dos enfermeiros e da profissão de enfermagem em todo o mundo, e influenciar a política de saúde global e doméstica.
A associação é limitada a uma organização de enfermagem por nação.